# CUE
Arkusz cue (ang. cue sheet) lub plik cue – plik z metadanymi opisujący układ ścieżek na płycie CD lub DVD. Plik CUE jest zapisywany jako plik tekstowy zwykle z rozszerzeniem pliku „.cue”.
Pierwszym programem obsługującym ten format był CDRWIN. Obecnie format obsługiwany jest przez wiele aplikacji do samodzielnego nagrywania płyt.